# ムリニクス (駆逐艦)
|          | |
| 艦歴     | |
| 発注     | 1954年10月23日 |
| 起工     | 1956年4月5日 |
| 進水     | 1957年3月18日 |
| 就役     | 1958年3月7日 |
| 退役     | 1983年8月11日 |
| その後   | 1992年8月22日に標的艦として海没処分 |
| 除籍     | 1990年7月26日 |
| 性能諸元 | |
| 排水量   | 基準：2,800トン 満載：4,050トン |
| 全長     | 水線長：407 ft (124 m) 全長：418 ft (127 m) |
| 全幅     | 45 ft (14 m) |
| 吃水     | 22 ft (6.7 m) |
| 機関     | ウェスティングハウス製蒸気タービン フォスター・ウィーラー製ボイラー 70,000hp 2軸推進                                                                            |
| 最大速力 | 32.5ノット (60.2 km/h) |
| 航続距離 | 4,500海里（20ノット時） |
| 乗員     | 士官15名、兵員218名 |
| 兵装     | 54口径127mm単装砲 3門 12.7mm単装機銃 6挺 爆雷投下軌条 1条 *後日撤去 50口径76mm2装砲 2基 ヘッジホッグ 2基 533mm魚雷発射管 4門 *後日追加 324mm3連装魚雷発射管 2基 |

ムリニクス (USS Mullinnix, DD-944) は、アメリカ海軍の駆逐艦。フォレスト・シャーマン級駆逐艦の1隻。艦名はヘンリー・M・ムリニクス提督に因む。

## 艦歴
ムリニクスは1956年4月5日にマサチューセッツ州クインシーのフォアリバー造船所で起工する。1957年3月18日にキャスリン・F・ムリニクスによって進水し、1958年3月7日に就役する。
ムリニクスは1962年のキューバ危機の際にはカリブ海での偵察任務に従事し、1966年3月にはジェミニ計画の宇宙船回収任務に従事した。ベトナムではトンキン湾のヤンキー・ステーションで空母部隊の対空護衛任務を担当、シードラゴン作戦に参加、探索救助任務に従事した。また、艦砲射撃にも参加し地上部隊の支援を行った。
テレビシリーズ「トワイライトゾーン」のエピソード、「The Thirty-Fathom Grave」に登場している。

## 参照
- この記事はアメリカ合衆国政府の著作物であるDictionary of American Naval Fighting Shipsに由来する文章を含んでいます。 記事はここで閲覧できます。
- この記事はアメリカ合衆国政府の著作物でありパブリックドメインであるNaval Vessel Registerに由来する文章を含んでいます。 記事はここで閲覧できます。